# 御船彦主
御船 彦主（みふね の ひこぬし）は、平安時代初期から前期にかけての貴族。氏姓は御船宿禰のち菅野朝臣。官位は従五位下・加賀権介。

## 出自
御船氏（御船宿禰）は百済系渡来氏族で、敏達朝の渡来人である王辰爾の後裔。もと船氏（船史・船連）であったが、湊守の時に御船連に改姓した。

## 経歴
仁寿4年（854年）正六位上から外従五位下に叙される。皇太后・藤原順子に仕え、中宮少進を経て、天安2年（858年）中宮大進に任ぜられる。貞観元年（859年）に藤原順子が東宮から西三条邸（右大臣・藤原良相の邸宅）に遷った際に皇太后宮職の官人に対する叙位が行われ、彦主は内位の従五位下に叙されている。
貞観5年（863年）2月に因幡介を兼任。同年8月には同族の助教・御船佐世、内蔵少属・御船氏柄ら男女六人と共に菅野朝臣に改姓した。貞観9年（867年）加賀権介に転じている。

## 官歴
『日本文徳天皇実録』及び『日本三代実録』の記載に従う。
- 時期不詳：正六位上
- 仁寿4年（854年） 正月7日：外従五位下
- 時期不詳：中宮少進
- 天安2年（858年） 9月25日：中宮大進
- 貞観元年（859年） 4月18日：従五位下（内位）
- 貞観5年（863年） 2月10日：兼因幡介。8月9日：御船宿禰から菅野朝臣に改姓
- 貞観9年（867年） 2月29日：加賀権介